# بيتر كولمان (لاعب كرة قدم)
بيتر كولمان (بالإنجليزية: Peter Coleman)‏ هو لاعب كرة قدم ومدرب كرة قدم بريطاني، ولد في 6 سبتمبر 1944. لعب مع نادي ألبيون روفرز ونادي دمبرتون.